# Muliterno
Muliterno is een gemeente in de Braziliaanse deelstaat Rio Grande do Sul. De gemeente telt 1.872 inwoners (schatting 2009).